# (7895) Kaseda
(7895) Kaseda (1995 DK1) – planetoida z pasa głównego asteroid okrążająca Słońce w ciągu 5 lat i 224 dni w średniej odległości 3,16 j.a. Została odkryta 22 lutego 1995 roku.